# Log Lane Village
Log Lane Village est une ville américaine située dans le comté de Morgan dans le Colorado.

## Démographie
Selon le recensement de 2010, Log Lane Village compte 873 habitants. La municipalité s'étend sur 0,27 milles carrés (0,7 km2).
| 1960 | 1970 | 1980 | 1990 | 2000  | 2010 |
| ---- | ---- | ---- | ---- | ----- | ---- |
| 310  | 329  | 709  | 667  | 1 006 | 873  |